# مانويل كوندي
مانويل كوندي هو مخرج وممثل فلبيني، ولد في 9 أكتوبر 1915 في Daet ‏ في الفلبين، وتوفي في 11 أغسطس 1985 في الفلبين.

## وصلات خارجية
- مانويل كوندي على موقع IMDb (الإنجليزية)
- مانويل كوندي على موقع أول موفي (الإنجليزية)
- مانويل كوندي على موقع قاعدة بيانات الفيلم (الإنجليزية)
- مانويل كوندي على موقع كينوبويسك (الروسية)
- مانويل كوندي على موقع كينوبويسك (الروسية)